# Paratebueno
Paratebueno ist eine Gemeinde (municipio) im kolumbianischen Departamento Cundinamarca.

## Geographie
Paratebueno liegt im Osten von Cundinamarca in der Provinz Medina auf einer Höhe von ungefähr 256 Metern östlich der Ostkordillere der kolumbianischen Anden am Übergang zu den Llanos, 176 km von Bogotá entfernt. Die Durchschnittstemperatur beträgt 27 °C. Die Gemeinde grenzt im Norden an San Luis de Gaceno im Departamento de Boyacá, Ubalá in Cundinamarca und Sabanalarga im Departamento de Casanare, im Süden an Cumaral im Departamento del Meta, im Osten an Cabuyaro und Barranca de Upía in Meta und im Westen an Medina in Cundinamarca.

## Bevölkerung
Die Gemeinde Paratebueno hat 7835 Einwohner, von denen 2496 im städtischen Teil (cabecera municipal) der Gemeinde leben (Stand: 2019).

## Geschichte
Paratebueno wurde 1958 von Álvaro Parra gegründet. 1968 erhielt der Ort als La Naguaya Paratebueno den Status einer Inspección. Der Zusatz La Naguaya wurde 1972 gestrichen. Seit 1982 hat Paratebueno den Status einer Gemeinde.

## Wirtschaft
Die wichtigsten Wirtschaftszweige von Medina sind Rinder- und Milchproduktion. Zudem spielt die Landwirtschaft eine wichtige Rolle. Insbesondere werden Ölpalmen und Reis angebaut.

## Verkehr
Paratebueno ist von Bogotá aus über Villavicencio im Departamento del Meta über die Straße Richtung Yopal im Departamento de Casanare zu erreichen.